# Cratere Laulani
Laulani  è un cratere sulla superficie di Venere.